# Ан Невил
Ан Невил (11 юни 1456 – 16 март 1485) е кралица на Англия, съпруга на крал Ричард III.

## Ранни години
Родена е на 11 юни 1456 в замъка Уорик. Тя е дъщеря на Ричард Невил XVI, граф на Уорик, и Ан Бюшамп. През краткия си живот Ан Невил е използвана като политическа пионка. По-голямата част от живота ѝ преминава в замъка Мидълхем, в който Ан и сестра ѝ Изабела Невил прекарват заедно със синовете на херцога на Йорк, Ричард. По-късно тези момчета изиграват важна роля в живота на двете сестри.
На четиринадесет Ан е сгодена за Едуард Ланкастър, принц на Уелс, който е престолонаследник на крал Хенри VI. Бащата на Ан, недоволен от възнаграждението от крал Едуард IV, когото е подкрепил в борбата за английския престол, решава да измени на Едуард IV и се свързва с Маргарет д'Анжу, съпругата на Хенри VI. Маргарет обаче се отнася подозрително към мотивите на Уорик, особено след като другата дъщеря на графа се омъжва за брата на управляващия крал Едуард IV – Джордж, херцог на Кларънс. Не е известно дали въобще е била проведена официална церемония по бракосъчетанието между Ан и Едуард Ланкастър и дали бракът им някога е бил консумиран.
Според условията на предбрачния договор 15-годишната Ан Невил е тържествено сгодена за 17-годишния Едуард в замъка „Шато д'Амбоа“ във Франция, където се предполага, че двамата са венчани вероятно на 13 декември 1470 г. в катедралата в Анжер. Графът на Уорик, който бил пратен от Маргарет д'Анжу обратно в Англия, за да отвоюва трона на Хенри VI, е убит в битка няколко месеца по-късно. Заедно с новия си съпруг и със свекърва си Ан се връща обратно в Англия, където разбира за смъртта на Ричард Невил.
На 4 май 1471 г. Едуард Ланкастър е убит в битка при Тюксбъри, а Ан и кралица Маргарет д'Анжу са отведени в плен. Първоначално Ан е отведена в Ковънтри, а по-късно е предадена в дома на херцог Джордж Кларънс в Лондон, където тя става обект на спорове между херцога на Кларънс и Ричард III.
Херцогът на Кларънс, който вече бил женен за сестрата на Ан, Изабел, и смятал да заграби цялото имущество на покойния граф Невил, се отнасял с Ан като към своя храненица. Неговият брат Ричард, в стремежа си да се ожени за Ан и да получи половината от наследството на граф Невил, успял да похити Ан и под охрана я отвел в църквата „Сейнт Мартин льо Гранд“.

## Херцогиня на Глостър
На 12 юли 1472 г. Ричард и Ан Невил били венчани без папско позволение в Уестминстърското абатство. След сватбата младоженците се установяват в замъка „Мидълхем“, където Ричард бил назначен за губернатор на Норт от името на краля. Ан ражда на Ричард само едно дете – Едуард, роден около 1473 г. в Мидълхем. Ан Невил постоянно е в лошо здраве, тъй като страда от туберкулоза.

## Кралица на Англия
На 9 април 1483 умира крал Едуард IV, а съпругът на Ан бил обявен за лорд-протектор на малолетния син на покойния крал – Едуард V. На 25 юни 1483 Едуард V и неговият брат били обявени за нелегитимни наследници на престола на основанието, че баща им е бил обвързан с майка им, Елизабет Удвил, докато е бил женен за лейди Елизабет Бътлър. Така Ричард узурпирал трона на Англия като крал Ричард III, Ан е кронована за кралица на Англия, а синът ѝ е обявен за Принц на Уелс. Едуард обаче умира на 9 април 1484 г. След загубата на сина си Ан се привързва силно към племенника си Едуард, граф на Уорик, когото Ричард III обявил за свой наследник, вероятно по настояване на кралицата.

## Смърт
Кралица Ан Невил умира от туберкулоза на 16 март 1485 г. в Уестминстърското абатство, където е и погребана. Според мълвата скоро след смъртта на сина им Едуард, Ричард III е възнамерявал да се ожени за племенницата си, Елизабет Йоркска, поради което ускорил смъртта на Ан, като я отровил. Няма обаче никакви доказателства, че Ричард III е планирал да се ожени за племенницата си и че е отровил съпругата си.